# Рабинович, Исаак Моисеевич (учёный)
Исаа́к Моисе́евич Рабино́вич (11 [23] января 1886, Могилёв — 28 апреля 1977) — советский учёный в области строительной механики.
Член-корреспондент АН СССР (с 1946), генерал-майор инженерно-технической службы (1943), действительный член Академии строительства и архитектуры СССР (с 1956). Заслуженный деятель науки и техники РСФСР (1944). Герой Социалистического Труда (1966).

## Биография
Исаак Моисеевич (при рождении Ицка Мовшевич) Рабинович родился 11 (по другим данным — 6) января (по старому стилю) 1886 года в Могилёве, в семье Мовши Хаимовича Рабиновича и Крейны Лейзеровны Крейнгауз.
В 1918 году окончил Московское высшее техническое училище.
В 1918—1932 годах работал в Институте инженерных исследований научно-технического комитета Народного комиссариата путей сообщения и одновременно преподавал в ряде высших учебных заведений Москвы.
На военной службе с 1932, профессор Военно-инженерной академии. С 1933 — профессор Московского инженерно-строительного института.
28 апреля 1943 года присвоено персональное воинское звание генерал-майор инженерно-технической службы.
Вошёл в Первоначальный состав Национального комитета СССР по теоретической и прикладной механике (1956).

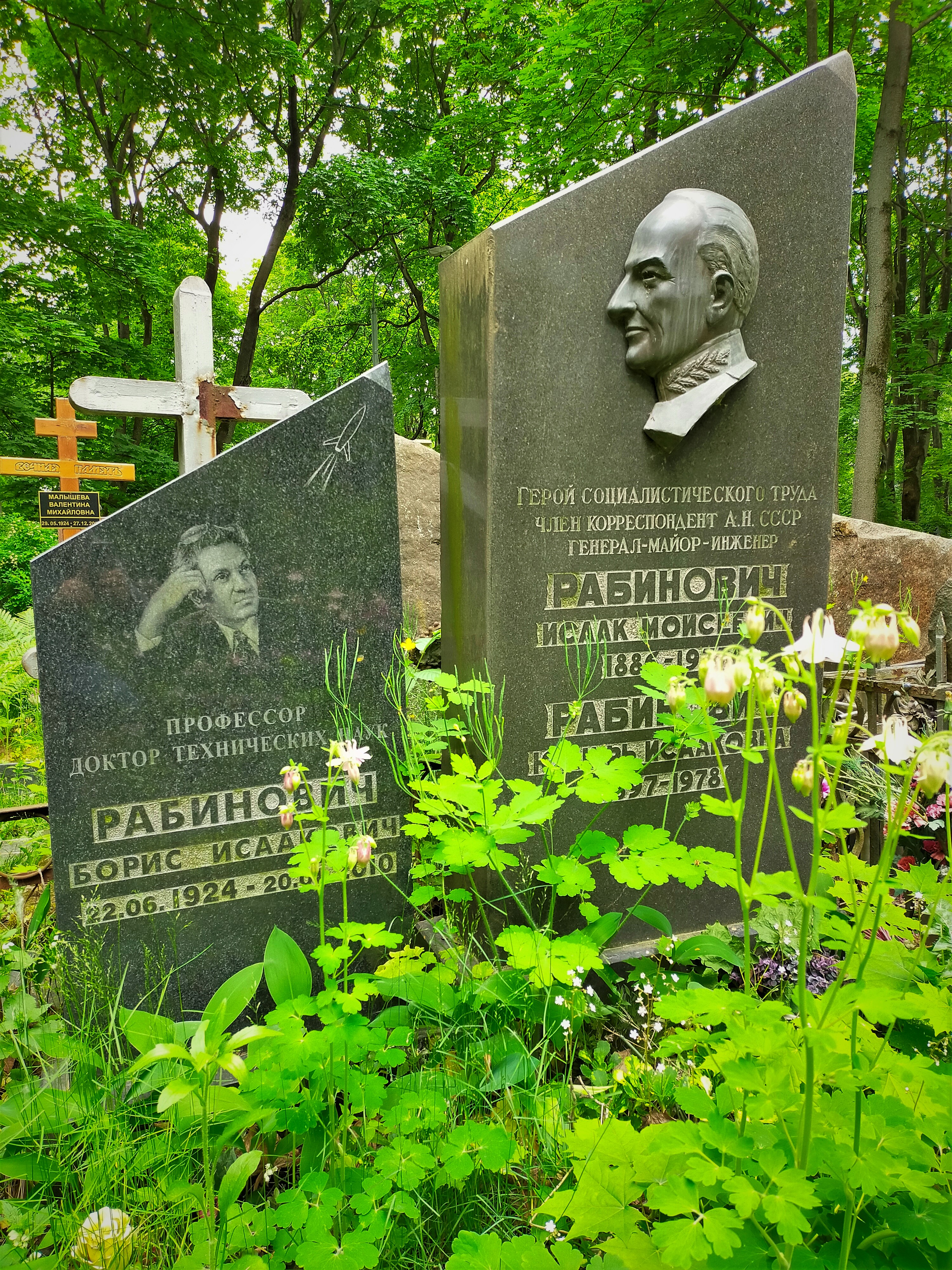
Могила И. М. Рабиновича на Введенском кладбище

Умер 28 апреля 1977 года. Похоронен на Введенском кладбище (4 уч.).

## Звания
- 1944 — заслуженный деятель науки и техники РСФСР.
- 1946 — член-корреспондент АН СССР.
- 1956 — действительный член Академии строительства и архитектуры СССР.

## Труды
Основные труды посвящены разработке кинематического метода в строительной механике, созданию эффективных методов расчета сложных статически неопределимых систем, теории вантовых ферм, исследованиям в области динамики сооружений. Под его руководством впервые в СССР начаты систематические экспериментальные исследования динамического действия различной нагрузки на пролётные строения мостов и на другие инженерные сооружения. Результаты его многочисленных исследований обобщены в капитальном труде «Курс строительной механики стержневых систем» (в 2 частях, 1938—1940).

## Семья
- Жена — Юдифь Исааковна Рабинович (1897—1978).
  - Сын — доктор технических наук, профессор Борис Исаакович Рабинович (1924—2010).